# یان کرامپکمپ
جان کرامپکمپ (هلندی: Jan Kromkamp؛ زادهٔ ۱۷ اوت ۱۹۸۰) یک بازیکن فوتبال اهل هلند است.

## تیم ملی
وی همچنین در تیم ملی فوتبال هلند بازی کرده است.